# Kompromiss von 1850

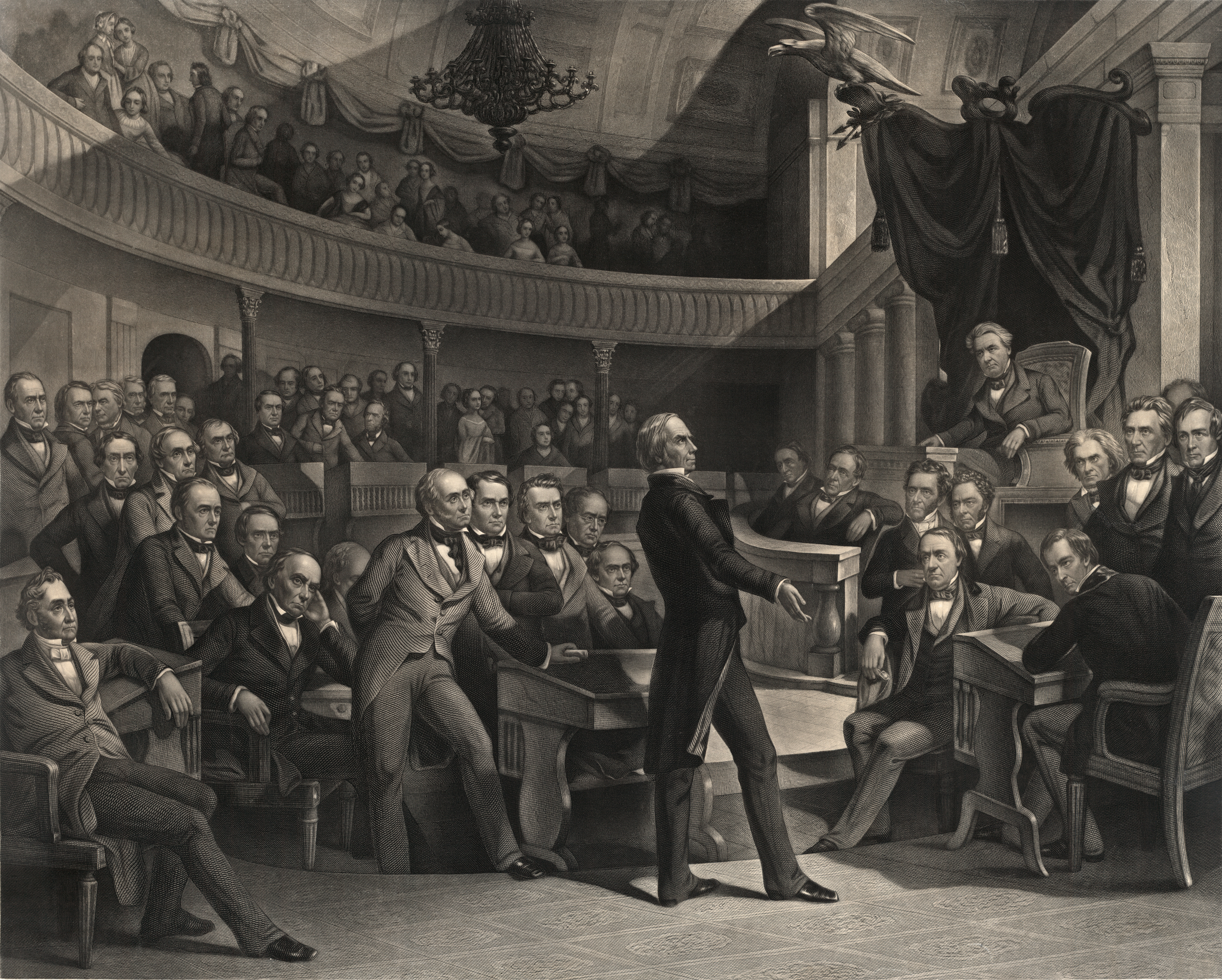
Beratungen zum Kompromiss von 1850 im US-Senat

Der Kompromiss von 1850 (englisch Compromise of 1850) bestand aus mehreren Gesetzen, mit denen der Gegensatz zwischen den sklavenhaltenden Südstaaten und den sklavenfreien Nordstaaten der USA abgemildert werden sollte, der sich durch die massiven Gebietsgewinne im Mexikanisch-Amerikanischen Krieg (1846–48) verschärft hatte.
1820 war im Missouri-Kompromiss vereinbart worden, dass in allen Staaten nördlich der Compromise Line (36° 30‘ Breitengrad) mit Ausnahme Missouris die Sklaverei verboten sein sollte. Durch den Sieg im Krieg gegen Mexiko und den Friedensvertrag von Guadalupe Hidalgo machten die USA im Jahr 1848 jedoch große Landgewinne südlich dieser Linie, so dass das Gleichgewicht zugunsten der Südstaaten verschoben wurde.
Präsident Zachary Taylor brachte nach seinem Wahlsieg von 1848 einige feste Überzeugungen mit in das Weiße Haus, wozu die Haltung in der Sklavenfrage gehörte. Obwohl selbst Sklavenhalter und aus wirtschaftlichen Gründen nicht zu einem Verzicht bereit, lehnte er die Institution prinzipiell ab. Da für ihn der Erhalt der Union oberste Priorität hatte, wollte er diesen weder durch ein Verbot der Sklaverei in den Südstaaten, noch durch ihre Ausbreitung gefährden. Zudem war eine Expansion der Sklaverei in die neuen Territorien wirtschaftlich nicht praktikabel. Die Sklaverei berührte als Kardinalfrage ihrer Zeit alle politischen Themen, mit denen sich Taylor als Präsident beschäftigte. Hinsichtlich der Aufnahme Kaliforniens und New Mexicos in die Vereinigten Staaten war strittig, ob dies als freier oder Sklavenstaat geschehen sollte. Die Abgeordneten der Südstaaten sahen durch den Beitritt von Kalifornien, das sich eine abolitionistische Verfassung gegeben hatte, und New Mexico die Balance aus 15 freien und ebenso vielen Sklavenstaaten im Senat unwiderruflich aufgehoben und ihre Heimatstaaten geschwächt. Aufgrund demographischer Verschiebungen waren sie im Repräsentantenhaus bereits in die Minderheit geraten, weshalb sie aus Sorge weiteren Machtverlustes ihre Interessen immer rigider verteidigten. Zudem sahen sie sich durch die wirtschaftlichen Dynamik des „alten Nordwestens“ und der nordöstlichen Bundesstaaten sowie das Erstarken der dortigen Abolitionisten in ihrer Lebensweise immer mehr bedroht. Sie forderten im Gegenzug für ihre Zustimmung vom Präsidenten, die Zukunft der Sklavenwirtschaft insgesamt zu garantieren. So rief Calhoun im Januar 1849 zu einem Caucus der Kongressangehörigen aus den Südstaaten auf, der ein Instrument zum Schutz ihrer Interessen entwickeln sollte. Über in den Norden fliehende Sklaven betraf die Sklaverei auch freie Staaten direkt. Die Sklavenstaaten forderten in dieser Sache schon lange eine Verschärfung des Fugitive Slave Acts von 1793, also der Gesetzgebung gegen fliehende Sklaven. Mit den Beitrittsanträgen von New Mexico und Kalifornien wurden entsprechende Drohungen der Sklavenstaaten immer lauter, woran selbst die Tatsache nichts änderte, dass der Präsident ein sklavenhaltender Pflanzer aus Mississippi war. Selbst ein außenpolitischer Randaspekt wie Filibuster-Expeditionen bekam bisher unbekannte Brisanz. Immer häufiger rüsteten Südstaatler derartige Unternehmungen insbesondere nach Kuba aus, weil sie so Sklavenhaltergesellschaften als neue Territorien für die Union gewinnen wollten.
Taylor verlor im Jahresverlauf 1849 immer mehr Rückhalt bei den Südstaaten-Whigs und näherte sich dem Parteiflügel der Neuengland- und Mittelatlantikstaaten um Seward und Weed an. Dies geschah auch, weil die Allianz von Demokraten und Free Soil Party im „alten Nordwesten“ zusehends die Durchsetzungsfähigkeit seiner Regierung bedrohte, zumal er der erste Präsident der Geschichte war, der weder in Senat noch in Repräsentantenhaus eine Mehrheit hatte. Als der Kongress nach einer zweimonatigen Sitzungspause im Dezember 1849 wieder tagte, wurde der Bruch zwischen Nord- und Südstaaten evident. Erst nach 63 Wahlgängen gelang die Wahl des Sprecher des Repräsentantenhauses und die Gefahr einer Sezession der Südstaaten wurde zu einem Schlagwort der Krise. Taylor war über die separatistischen Drohungen aus dem Süden so aufgebracht, dass er noch enger an die abolitionistischen Whigs um Seward rückte. Ende Januar 1850 drängte er im Kongress auf die sofortige Aufnahme Kaliforniens und New Mexicos in die Union, wobei er sich gegen das Prinzip der “popular sovereignty” auf Ebene der Bundesterritorien und eine westliche Verlängerung der Missouri-Kompromiss-Linie stellte. Ein Hintergedanke war dabei laut dem Historiker James M. McPherson, die Drohkulisse einer Sezession der Südstaaten als Bluff zu entlarven.
Im Senat wurde ab Januar so heftig um die Beitrittsanträge und einen neuen Fugitive Slave Act gestritten, dass es den erfahreneren und moderaten Abgeordneten Angst machte. Der Nord-Süd-Konflikt innerhalb der Parteien ging so weit, dass sie nicht mehr als Einheit funktionierten. Unter den drei großen Politikern dieser Zeit – Calhoun, Webster und Clay – war es vor allem letzterer, der als Mehrheitsführer im Senat die Debatte prägte. Clay und Taylor wären als führende Whigs im Weißen Haus und Kongress eigentlich natürliche Verbündete gewesen, zumal beide Sklavenhalter waren, die die weitere Ausbreitung der Sklaverei ablehnten. Sie zeigten jedoch kein Interesse an einer Zusammenarbeit. In der Debatte war der als „große Kompromissfinder“ bekannte Clay bald so stark auf der nationalen Bühne präsent, dass einige vermuteten, der Präsident hegte auf ihn Eifersucht. Bis zum 29. Januar entwickelte Clay mit Webster einen Kompromissvorschlag. Webster gehörte der Gruppe der “Cotton Whigs” (deutsch: „Baumwoll-Whigs“) an, die die Sklavenhalter im Süden unterstützten, weil das verarbeitende Gewerbe im Norden, wie zum Beispiel die Baumwollspinnereien in Neuengland, von den großen Baumwollplantagen des Südens abhängig waren. Ihr Vorschlag hatte die Form mehrerer Resolutionen im Senat und sah vor, Kalifornien als freien Staat aufzunehmen, New-Mexico und Utah als Territorien die Entscheidung über die Sklaverei selbst zu überlassen und Texas für den Verzicht auf seine Gebietsansprüche gegenüber New Mexico finanziell zu entschädigen. Ferner sah Clays Kompromissvorschlag ein Verbot des Sklavenhandels im District of Columbia vor und, um die Südstaaten zufriedenzustellen, einen neuen, rigideren Fugitive Slave Act. Der letzte von Clays Gesetzesvorschlägen war eine Proklamation zur Freizügigkeit des Sklavenhandels zwischen den Bundesstaaten. Dieser Kompromiss hätte im Senat die Balance zwischen freien und Sklavenstaaten endgültig zugunsten des Nordens gebrochen und dem Süden dafür eine festere Gesetzesbasis für die Sklaverei als Institution gegeben.
Dieses Gesetzespaket wurde im Kongress bis April debattiert, ohne eine Mehrheit zu finden. Für den Norden war insbesondere der Fugitive Slave Act unzumutbar, der seine Bürger verpflichtete, Behörden bei der Verfolgung geflohener Sklaven zu unterstützen. Am 23. Februar trafen die Abgeordneten Stephens, Toombs und Thomas Lanier Clingman den Präsidenten und forderten als Gegenleistung für einen abolitionistischen Bundesstaat Kalifornien eine Freigabe der Sklaverei in allen Bundesterritorien. Dabei deuteten sie eine Sezession der Südstaaten an, sollte kein Kompromiss dieser Art gefunden werden. Dies entfachte Taylors Zorn. Er warf ihnen vor, mit einer Rebellion zu drohen, und kündigte an, dass er jede separatistische Bewegung mit militärischer Gewalt bekämpfen werde. Zwei Tage später schlug Henry S. Foote die Bildung eines Senatskomitees vor, das einen mehrheitsfähigen Kompromiss finden sollte. Es wurde schließlich am 18. April unter dem Vorsitz Clays eingerichtet und bestand aus je sechs Abgeordneten aus den Nord- und Südstaaten. Am 4. März hatte der todkranke Calhoun seinen letzten Auftritt im Senat, wobei er eine Extremposition vertrat. Er drohte mit Sezession der Südstaaten, sollte der Kongress nicht alle Territorien für die Sklaverei öffnen, und forderte einen Zusatzartikel zur Verfassung der Vereinigten Staaten, der den Südstaaten gleiche Teilhabe an der Macht garantierte. Radikaler als er war die Gruppe der “fire eater” (deutsch: „Eisenfresser“), die Nord und Süd für unversöhnlich hielten und die Sezession forderten. Sie waren aber mit dieser Position noch in der Minderheit. Drei Tage später trat Webster auf, der zur Einheit aufrief und ganz im Sinne der “Cotton Whigs” um eine Allianz zwischen dem wohlhabenden Bürgertum des Nordens und der Pflanzeraristokratie des Südens warb. Ein entscheidendes Signal war seine Zustimmung zum neuen Fugitive Slave Act. Websters Ansichten fanden landesweit Anerkennung und bereiteten den kommenden Kompromiss teilweise mit vor, auch wenn sie im Senat zuerst kaum etwas bewegten.
Vizepräsident Fillmore wurde in dieser Debatte von Taylor weitgehend ignoriert, der sich auf Seward als wichtigsten Berater und Verbündeten im Kongress verließ. Dass der Präsident so eng mit einem Sklavereigegner kooperierte, führte dazu, dass viele Südstaatler in Taylor einen Verräter an ihrer Gesellschaftsklasse sahen. Seward war entschieden gegen den Kompromiss und erklärte am 13. März vor dem Senat, dass die Sklaverei eine „rückständige, ungerechte und aussterbende Institution“ sei, die gegen Gottes Gesetz von der Gleichheit aller Menschen verstoße. Als der Präsident nach dieser Rede die Fassung verlor und im Republic eine Gegenerklärung drucken ließ, hofften Sewards Gegner, dass er seinen Einfluss im Weißen Haus verloren hatte. Eine Woche später standen sie jedoch wieder auf freundschaftlichem Fuß zueinander. Dass Taylor trotz der langwierigen Debatte nicht um die Sklaverei als Institution an sich fürchtete, zeigt der Umstand, dass er noch im frühen Juni seinen Sohn Richard anwies, eine neue Plantage mit 85 Sklaven zu kaufen. Die Debatte blieb so hitzig, dass noch einen Tag vor der Einrichtung des Senatskomitees zur Kompromissfindung nur mit Mühe im Senatssaal eine Schießerei zwischen Foote und Benton verhindert wurde.
Am 8. Mai stellte das Senatskomitee sein Ergebnis vor, das stark dem ursprünglichen Kompromissvorschlag von Clays glich. Taylor war entschieden gegen das von ihm spöttisch als “Omnibus Bill” (deutsch: „Gesetz für alle“) bezeichnete Gesetzespaket, lehnte Verhandlungen darüber mit dem Kongress ab und hätte es im Falle einer Verabschiedung mit einem Veto blockiert. Dies war aber vorerst unwahrscheinlich, da nur ein Drittel des Kongresses hinter dem “Omnibus Bill” stand. Taylor und die meisten Nordstaaten-Whigs fürchteten mit der Öffnung von New Mexico und Utah als Bundesterritorien für die Sklaverei unwählbar im Norden zu werden. Den vom Senatskomitee vorgeschlagenen Fugitive Slave Act, dessen Überwachung zukünftig Bundessache sein sollte, lehnte der Präsident als zu weitgehendes Zugeständnis an die Sklavenstaaten ab. Er forderte weiterhin den Zweistaatenplan, also Kalifornien und New Mexico ohne Zugeständnisse an den Süden als Bundesstaaten in die Union aufzunehmen. Bis zum Frühsommer waren so aus Clay und Taylor fast schon Rivalen geworden. Die Verantwortung für dieses gestörte Verhältnis verortet Eisenhower hauptsächlich bei Clay, der Taylor immer als politischen Neuling betrachtet und sich so schwer getan habe, sich diesem unterzuordnen. Bauer führt für den Bruch zwischen den beiden im Gegensatz dazu vor allem in der Person Taylors liegende Gründe an. Dem Präsidenten sei es schwergefallen, die Verdienste anderer gebührend anzuerkennen, weshalb er auf Clays großen Einfluss im Kongress gekränkt reagiert habe. Um zu beweisen, dass er nicht auf Clay angewiesen sei, habe er sich von ihm stark abgegrenzt. Verstärkt wurde dies durch einen konkreten Vorfall im April 1850, als Clay in Gedanken verloren Taylor nicht grüßte, als sie sich auf der Straße begegneten. Der Präsident empfand dies als persönliche Beleidigung. Zu dieser Zeit versuchte Taylor möglicherweise mit Unterstützung von Clayton, Meredith, Preston und vor allem Seward eine neue Koalition aus abolitionistischen Nordstaaten-Whigs und unionstreuen Südstaaten-Whigs zu schmieden, was große Ähnlichkeiten mit dem Aufbau der Republikaner als Partei der gemäßigten Sklavereigegner durch frühere Whigs einige Jahre später aufwies.
Nach Bekanntgabe der Ergebnisse des Senatskomitees fokussierte sich die Debatte im Kongress auf diesen Kompromissvorschlag und die Rufe nach Sezession verstummten. Als Clay am 21. Mai den Zweistaatenplan Taylors attackierte, war ihr Zerwürfnis endgültig. Das Weiße Haus reagierte mit einer vernichtenden Kritik an Clay im „Republic“ und der Entlassung des leitenden Redakteurs Bullitt, als dieser den Druck des Textes verweigerte. Allmählich zeichnete sich eine Mehrheit für die Kompromisslösung ab und am 1. Juli warnte Fillmore den Präsidenten, dass er im Senat dafür stimmen werde. Dies war nicht das einzige Anzeichen für den zunehmenden Zerfall der Taylor-Administration, denn zwei Wochen zuvor hatte der erschöpfte Clayton sein Rücktrittsgesuch als Außenminister verfasst. In den ersten Julitagen besuchten einige Delegationen von Südstaaten-Whigs Taylor und versuchten vergeblich, ihn vom Zweistaatenplan abzubringen. Er verwies ganz pragmatisch darauf, dass er für die Fraktion der 29 Südstaaten-Whigs im Kongress nicht die Stimmen der 84 Nordstaaten-Whigs riskieren könne. Derweil begann Taylors treuester Anhänger im Senat, John Bell, am 3. Juli im Kapitol eine mehrere Tage lange Rede zur Verteidigung des Zweistaatenplans, die noch andauerte, als Taylor bereits im Sterben lag. Nach Taylors Tod war der Weg zur Kompromisslösung frei, da sie sein Nachfolger Fillmore unterstützte. Im September wurden die fünf, den Kompromiss von 1850 bildenden Gesetze verabschiedet, der nur eine vorübergehende Lösung brachte und den Sezessionskrieg im folgenden Jahrzehnt nicht abwendete.
Mit dem Kompromiss von 1850 wurde Kalifornien als sklavenfreier Staat neu in die Union aufgenommen. Damit erhielten die freien Staaten ein Übergewicht von 32:30 Stimmen im Senat. Texas verzichtete gegen eine Geldentschädigung auf Gebiete östlich des Rio Grande (die Osthälfte des heutigen New Mexico). Aus diesen und aus weiteren von Mexiko abgetretenen Gebieten wurde das New-Mexico-Territorium gebildet, das die heutigen Bundesstaaten New Mexico und Arizona umfasste. In diesem Territorium wurde festgelegt, dass die Bevölkerung selber entscheiden könne, ob die Staaten sklavenfrei bleiben sollen. Im District of Columbia, wo die Sklaverei erlaubt war, wurde der Handel mit Sklaven verboten. Außerdem wurde ein Sklavenfluchtgesetz erlassen, das die US-Marshals verpflichtete, geflohene Sklaven auch im Norden festzunehmen, um sie ihren Eigentümern zu überstellen.
Durch den Kompromiss wurde der Wilmot Proviso hinfällig, der die Ausweitung der Sklaverei auf von Mexiko erworbene Gebiete verboten hätte, aber aufgrund der Blockadehaltung südstaatlicher Senatoren nie Gesetz wurde. Die durch den Kompromiss beruhigten Spannungen zwischen den Staaten wuchsen durch den Kansas-Nebraska Act von 1854 wieder, bis sie letztlich zum Bürgerkrieg führten.